# قوة المهام الموحدة
قوة المهام الموحدة (Unified Task Force - UNITAF) كانت قوة متعددة الجنسيات بقيادة الولايات المتحدة وبتفويض من الأمم المتحدة، والتي عملت في الصومال من 5 إلى 10 أبريل 1991. ديسمبر 1992 حتى 4 مايو 1993. بمبادرة من الولايات المتحدة (الإسم الرمزي عملية استعادة الأمل)، كُلفت قوة الأمم المتحدة بتنفيذ قرار مجلس الأمن التابع للأمم المتحدة رقم 794 لإنشاء منطقة محمية لإجراء عمليات الإغاثة الإنسانية في النصف الجنوبي من البلاد وتوفير «المساعدات الإنسانية للسكان المدنيين».

## خلفية
وفي مواجهة الكارثة الإنسانية في الصومال، والتي تفاقمت بسبب الانهيار الكامل للنظام، أنشأت الأمم المتحدة بعثة «عملية الأمم المتحدة الأولى في الصومال» في إبريل/نيسان 1992. بيد أن التعنت التام من جانب زعماء الفصائل المحلية العاملة في الصومال وتنافساتهم فيما بينهم أدى إلى عدم إمكانية تنفيذ عملية الأمم المتحدة الأولى في الصومال، ولم تصل البعثة أبدًا إلى قوتها المقررة.
وعلى مدى الربع الأخير من عام 1992، استمر الوضع في الصومال في التدهور. انقسمت الفصائل إلى فصائل أصغر، والتي بدورها إنقسمت مرة أخرى. كانت الاتفاقيات الخاصة بتوزيع المواد الغذائية مع طرف واحد لا قيمة لها إذا كان يتعين شحن هذه المواد الغذائية عبر أراضي تخضع لسيطرة طرف آخر. وأدى ذلك لموت ثلاثمائة ألف صومالي جوعاً، وكان 1.5 مليون شخص على شفا المجاعة. كانت بعض العناصر تعارض بشكل نشط تدخل قوات الأمم المتحدة في الصومال. وتعرضت القوات لإطلاق النار، كما تعرضت سفن المساعدات للهجوم ومُنعت من الرسو، كما تعرضت طائرات الشحن لإطلاق النار، وتعرضت وكالات المساعدات العامة والخاصة للتهديد والنهب والابتزاز. وبحلول شهر نوفمبر/تشرين الثاني، أصبح الجنرال وأمير الحرب «محمد فرح عيديد» واثقًا بما يكفي لتحدي مجلس الأمن رسميًا والمطالبة بانسحاب قوات حفظ السلام، فضلاً عن إعلان النية العدائية ضد أي عمليات نشر أخرى للأمم المتحدة.
وفي مواجهة الضغوط الشعبية المتزايدة والإحباط، قدم الأمين العام للأمم المتحدة بطرس غالي عِدة خيارات إلى مجلس الأمن . فبعد أن أثبتت السُبل الدبلوماسية عدم جدواها إلى حد كبير، أوصى بضرورة القيام باستعراض كبير للقوة لإخضاع الجماعات المسلحة. يسمح الفصل السابع من ميثاق الأمم المتحدة «بالعمل بالقوات الجوية أو البحرية أو البرية حسبما قد يكون ضروريًا للحفاظ على السلام والأمن الدوليين أو استعادتهما». وبعد فشل السُبل الدبلوماسية وفي ظل تفاقم الوضع الإنساني سوءً رأي بطرس غالي أن الوقت قد حان لإستخدام هذا البند وتوسيع النشاط من «نشاط سلبي لحفظ السلام» إلي عمليات عسكرية أشمل لإستعادته.
رأى بطرس أن مثل هذا الإجراء قد يكون من الصعب تطبيقه في ظل ولاية عملية الأمم المتحدة في الصومال. وعلاوة على ذلك، أدرك أن حل مشاكل الصومال يتطلب انتشاراً ضخما لقوات دولية، وهو ما لم يكن لدىه - كالأمين العام للأمم المتحدة - المهارات اللازمة لقيادتها. وبناءً على ذلك، أوصى بتشكيل قوة تدخل دولية كبيرة تحت قيادة الدول الأعضاء ولكن بتفويض من مجلس الأمن لتنفيذ العمليات في الصومال. وكان هدف هذه العملية هو "إعداد الطريق للعودة إلى حفظ السلام وبناء السلام بعد الصراع".
وبناء على هذه التوصية، اعتمد مجلس الأمن بالإجماع في 3 كانون الأول/ديسمبر 1992 القرار رقم 794 ، الذي يجيز استخدام «كل الوسائل الضرورية لتهيئة بيئة آمنة في أقرب وقت ممكن لعمليات الإغاثة الإنسانية في الصومال». وحث مجلس الأمن الأمين العام والدول الأعضاء على اتخاذ الترتيبات اللازمة من أجل «القيادة والسيطرة الموحدة» للقوات العسكرية التي سوف تشارك.
كانت قوة الأمم المتحدة المؤقتة في الصومال تعتبر جزءًا من مبادرة أكبر لإعادة بناء الدولة في الصومال، حيث كانت تعمل كذراع عسكري لتأمين توزيع المساعدات الإنسانية. ولكن بسبب أهدافها المُحددة والمحدودة، والتي مارستها رغم ذلك بقوة، فإن فاعليتها في إعادة بناء الدولة كانت ضعيفة، حيث كان الهدف الأساسي لقوة الأمم المتحدة هو تحقيق الأمن.

## التكوين
تم توفير الجزء الأكبر من إجمالي قوة الأمم المتحدة المشتركة من قبل الولايات المتحدة (حوالي 25 ألف فرد من إجمالي 37 ألف فرد). كانت الدول الأخرى التي ساهمت في قوة الأمم المتحدة المؤقتة في أفغانستان هي الكتيبة الأولى من الفوج الملكي الأسترالي من أستراليا (يناير-مايو 1993)، وبنجلاديش ، وبلجيكا ، وبوتسوانا ، وكندا ، ومصر (كتيبة واحدة)، وإثيوبيا، وفرنسا (مقر لواء وكتيبة واحدة)، وألمانيا ، واليونان (فرقة طبية)، والجيش الهندي (مقر لواء وثلاث كتائب)، وأيرلندا (لواء نقل)، وإيطاليا، والكويت، والمغرب، وعناصر من السرب رقم 40 من سلاح الجو الملكي النيوزيلندي من نيوزيلندا، ونيجيريا، والنرويج، وباكستان، والمملكة العربية السعودية، وإسبانيا، والسويد، وتونس، وتركيا، والإمارات العربية المتحدة، والمملكة المتحدة، وزيمبابوي.
بالنسبة لقوات التحالف الدولية، «أصبحت مهمة تنظيم الوحدات وإخضاعها إلى حد كبير عبارة عن مفاوضات بين الحكومات وطاقم قوة المهام المشتركة».

## العمليات
بدأت العملية في 6 ديسمبر 1992، عندما بدأ أفراد من قوات النخبة البحرية الأمريكية وأفراد طاقم السفن الحربية الخاصة من وحدة مهام الحرب الخاصة البحرية في إجراء عمليات مسح بحري واستطلاعي للشاطئ والميناء في محيط شاطئ الإنزال والمطار والميناء. استغرقت هذه العمليات ثلاثة أيام. في الساعات الأولى من صباح الثامن من ديسمبر 1992، قامت عناصر من مجموعة العمليات النفسية الرابعة التابعة لوحدة المشاة البحرية الأمريكية الخامسة عشرة بإلقاء منشورات فوق العاصمة مقديشو . في الساعة 0540، يوم 9 ديسمبر، نفذت وحدة مشاة البحرية الأمريكية عملية هجوم برمائي مشترك على مدينة مقديشو والمناطق المحيطة بها من سفن USS Tripoli ، USS Juneau و USS Rushmore . على الرغم من عدم وجود مقاومة في البداية، فإن قلِة المعلومات تطلبت استخدام عمليات دخول قسرية سريعة ومتزامنة على طول مواقع العملية.
نفذ عنصر القتال البري التابع لوحدة مشاة البحرية الأمريكية، فريق الإنزال الكتيبة الثانية من فوج مشاة البحرية التاسع جنبًا إلى جنب مع كتيبة مشاة البحرية الثانية عشرة، هجمات برمائية متزامنة من السفن على أهداف في ميناء ومطار مقديشو الدولي، مما أدى إلى إنشاء موطئ قدم للقوات الأساسية. هاجمت سريتين المطار باستخدام المروحيات ومركبات الهجوم البرمائية، بينما قامت سرية أخي بتأمين الميناء باستخدام قوارب مطاطية. وصلت كتيبة الطوارئ الجوية (ACB) التابعة للفرقة البحرية الأولى، والكتيبة الأولى من فوج مشاة البحرية السابع ، بالإضافة إلى الكتيبة الثالثة من فوج مشاة البحرية الحادي عشر (3/11 هي كتيبة مدفعية ولكنها عملت ككتيبة مشاة مؤقتة أثناء وجودها في الصومال)، بعد تأمين المطار بفترة وجيزة. واصلت عناصر من سرية الهند التابعة لفرقة المشاة الأولى، وكتيبة المشاة السابعة، تأمين المطار في مدينة «بايدوا» ومدينة «بارديرا» ، بينما نفذت سرية من فرقة المشاة الأولى، وعناصر من القوات الخاصة البلجيكية، إنزالاً برمائياً في مدينة «كيسمايو» الساحلية. تم توفير الدعم الجوي من قِبل وحدات المروحيات المشتركة HMLA-267 و HMH-363 و HMH-466 و HMM-164 و HC-11's DET 10.
وفي الوقت نفسه، عادت الفصائل الصومالية المختلفة إلى طاولة المفاوضات في محاولة لإنهاء الحرب الأهلية. وقد عُرفت هذه الجهود بإسم مؤتمر المصالحة الوطنية في الصومال 1993 وأسفر عن توقيع اتفاقية أديس أبابا في 27 مارس/آذار 1993. لكن المؤتمر لم يحقق نتائج تذكر، إذ استمرت الحرب الأهلية بعده.

### النتائج
بما أن مهمة قوة الأمم المتحدة المؤقتة كانت حماية إيصال الغذاء والدواء والمساعدات الإنسانية، فقد اعتُبرت العملية ناجحة. وقد قرر الأمين العام للأمم المتحدة بطرس غالي أن وجود القوات كان له «تأثير إيجابي على الوضع الأمني في الصومال وعلى فعالية توصيل المساعدات الإنسانية». كما توَصل مسح وإحصاء الأوبئة إلى أن التدخل العسكري أنقذ ما يقرب من 10 آلاف حياة. ورغم أن القوات شهدت زيادة هائلة في نطاق التدخل العسكري، إلا أنها لم تتمكن من إنقاذ المزيد من الأرواح مقارنة بعملية الأمم المتحدة في الصومال الأولى . وكان السبب الرئيسي وراء ذلك هو الانخفاض الحاد في معدلات الوفيات خلال شهر أكتوبر/تشرين الأول 1992، قبل نشر القوات على نطاق واسع. وأشارت الدراسات التي أجريت على التدخل إلى أن قوة المساعدة المؤقتة للأمم المتحدة كان لها تأثير في تسريع إنهاء المجاعة بنحو شهر. وبحسب تقييم أجرته منظمة غير حكومية مستقلة مقرها واشنطن، فإن تدخلات قوات الأمم المتحدة في الصومال الأولى والثانية لم تنقذ سوى 10 آلاف إلى 25 ألف شخص من بين نحو 100 ألف شخص تم إنقاذهم بفضل المساعدات الدولية، ووفقاً للبروفيسور أليكس دي وال فإن الرقم الحقيقي ربما كان أقل من ذلك. وقد زعمت شخصيات مثل الأمين العام بطرس غالي والدبلوماسي الأميركي تشيستر كروكر أن التدخل أنقذ ربع مليون حياة صومالي،  وهو ادعاء نفاه مراقبون آخرون لاحظوا أن هناك أدلة ضئيلة تشير إلى أن قوة الأمم المتحدة المؤقتة في الصومال كان لها أي تأثير كبير على الوفيات.
ولم يتم نزع سلاح الفصائل المتحاربة داخل الصومال. وهذا يعني أن الوضع ظل مستقراً فقط خلال الوقت الذي نجحت فيه وجود قوات الأمم المتحدة في ردع القتال. ولذلك فإن مهمة إنشاء «بيئة آمنة» لم تُتحقق على نحو مُستدام. تم حل فوج المظليين الكندي بسبب سلوكه في قوات الأمم المتحدة المؤقتة في الصومال والذي تم الكشف عنه أثناء التحقيق في قضية الصومال بكندا.
كان من المفترض أن تكون قوة المهام المشتركة بمثابة هيئة انتقالية فقط.[بحاجة لمصدر] فبمجرد استعادة الإستقرار، تم إحياء «مهمة الأمم المتحدة في الصومال»، وإن كان ذلك في شكل أكثر قوة. وفي 3 آذار/مارس 1993، قدم الأمين العام إلى مجلس الأمن توصياته بشأن تنفيذ عملية الانتقال من «قوة الأمم المتحدة الموحدة» إلى «قوة الأمم المتحدة الثانية في الصومال» . وأشار إلى أنه على الرغم من حجم القوة ، فإن «البيئة الآمنة» لم تتوافر بعد، ولم تكن هناك حكومة فعالة أو قوة أمن/شرطة محلية قادرة على أداء مهامها. وخلص الأمين العام بالتالي إلى أنه إذا قرر مجلس الأمن أن الوقت قد حان للانتقال من قوة الأمم المتحدة الموحدة في الصومال إلى «قوة الأمم المتحدة الثانية في الصومال»، فينبغي منح هذه القوة سلطات إنفاذية بموجب الفصل السابع من ميثاق الأمم المتحدة من أجل تهيئة بيئة آمنة في مختلف أنحاء الصومال. وتهدف العملية بالتالي إلى استكمال المهمة التي بدأتها قوة الأمم المتحدة الموحدة من أجل استعادة السلام والاستقرار في الصومال. كما أن التفويض الجديد من شأنه أن يمكّن بعثة الأمم المتحدة الثانية من مساعدة الشعب الصومالي في إعادة بناء حياته الاقتصادية والسياسية والاجتماعية، من خلال تحقيق المصالحة الوطنية من أجل إعادة إنشاء دولة صومالية ديمقراطية.[بحاجة لمصدر] تأسست قوة الأمم المتحدة الثانية بموجب قرار مجلس الأمن رقم 814 في 26 مارس 1993 وتولت مهامها رسميًا بعد شهرين.

## صور

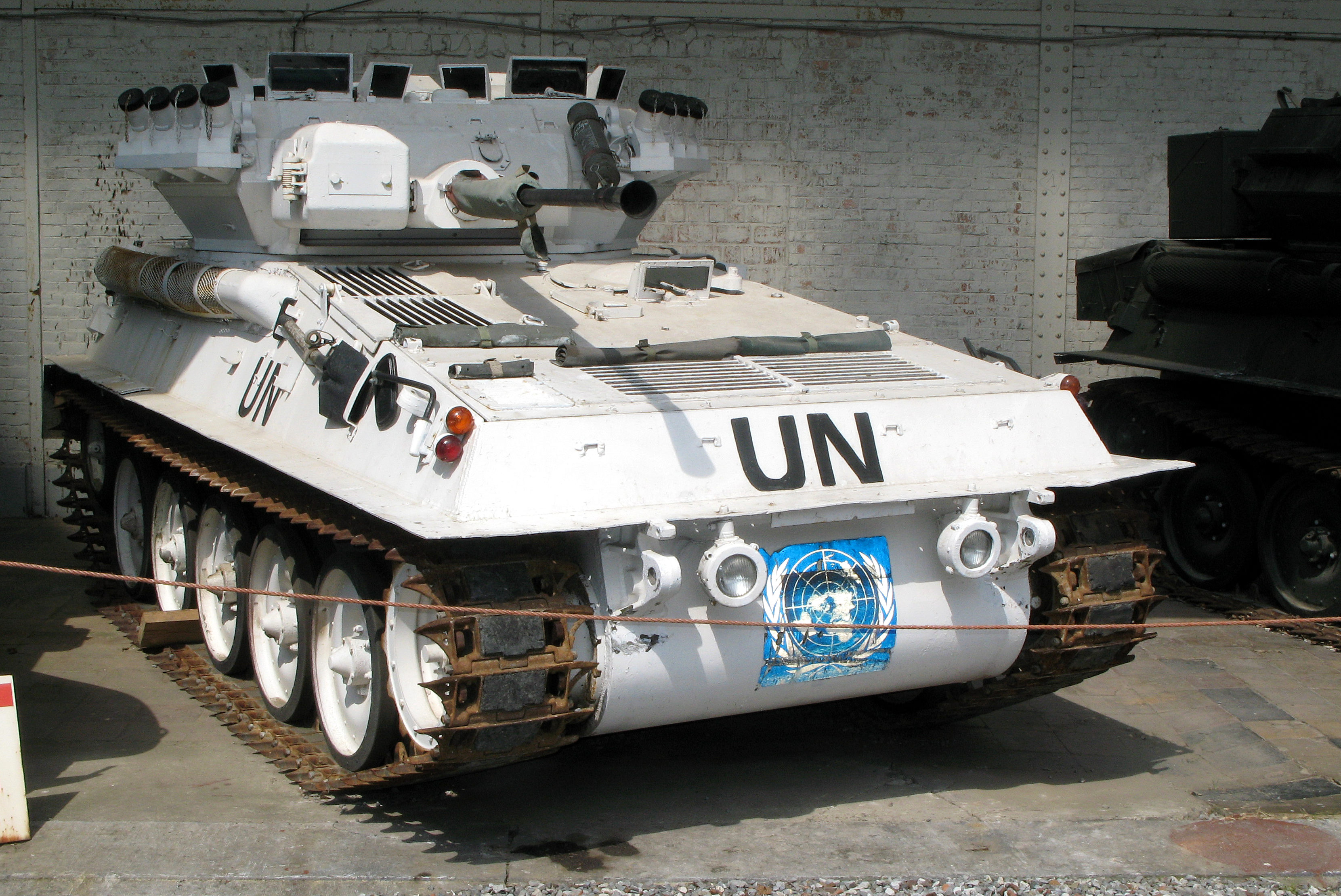
دبابة إف في 107 سكيميتار خفيفة تابعة لقوة المهام الموحدة.
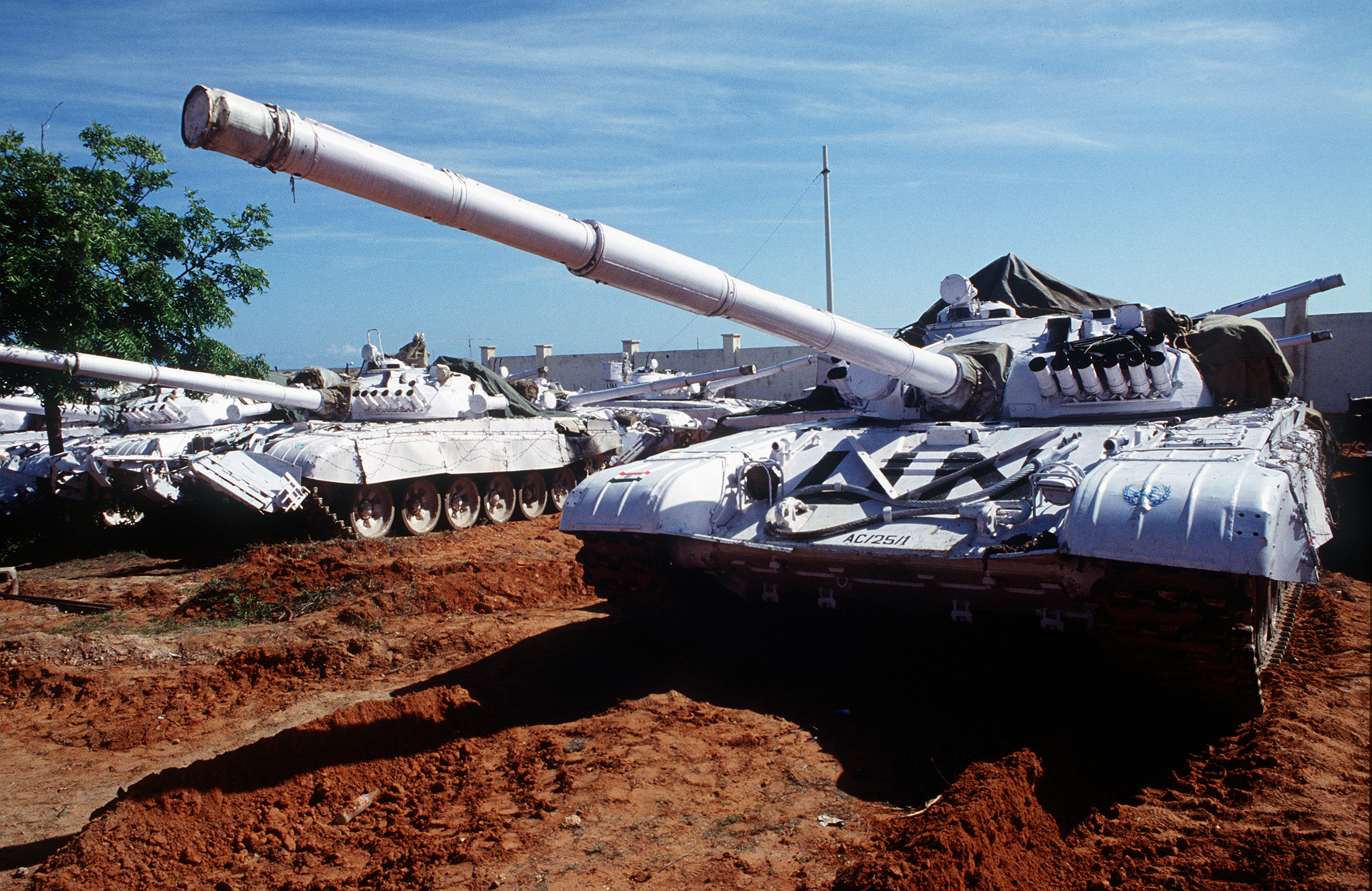
دبابات T-72 تابعة للجيش الهندي.
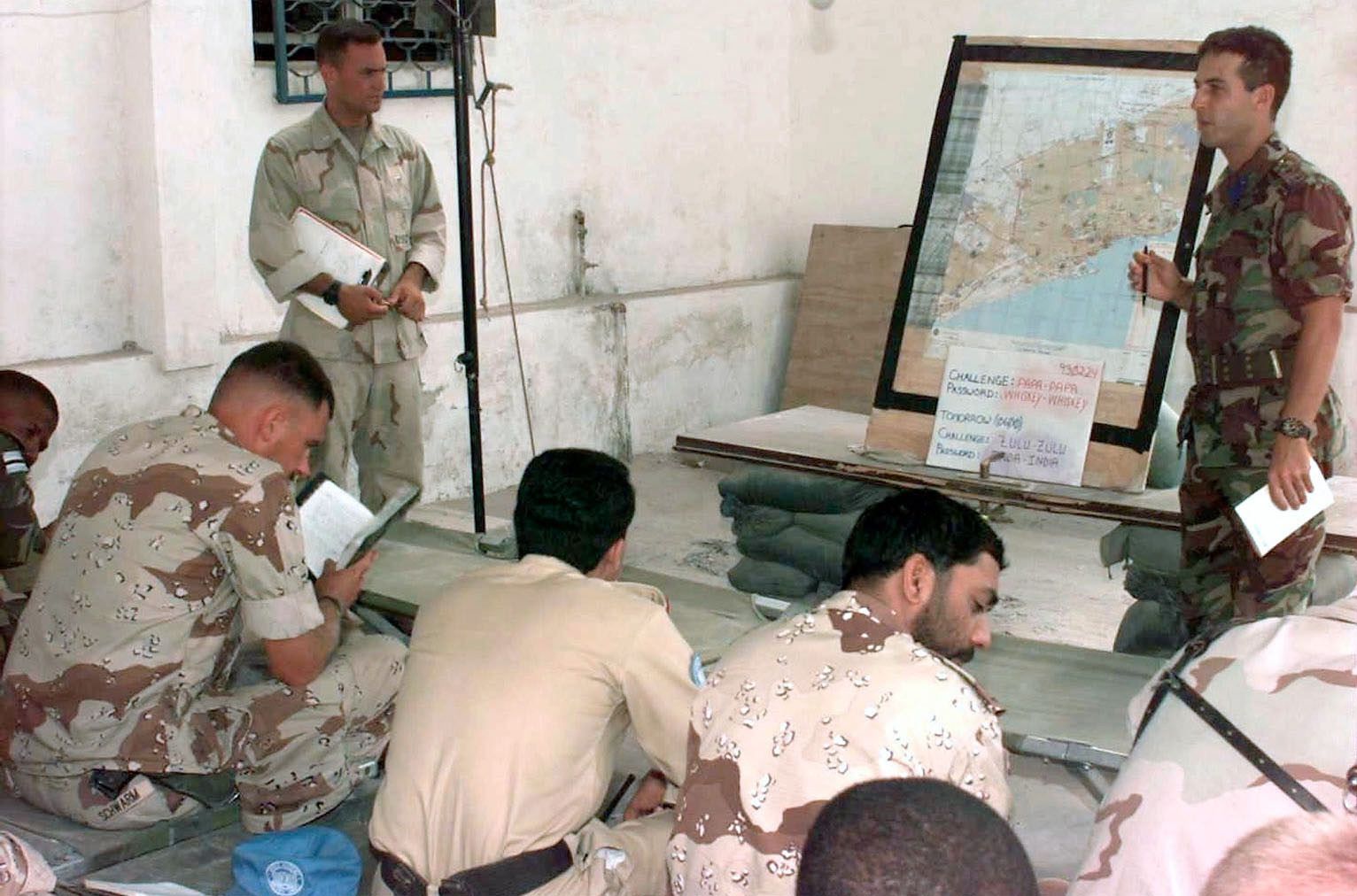
الجيش التركي خلال إحدي الإجتماعات.
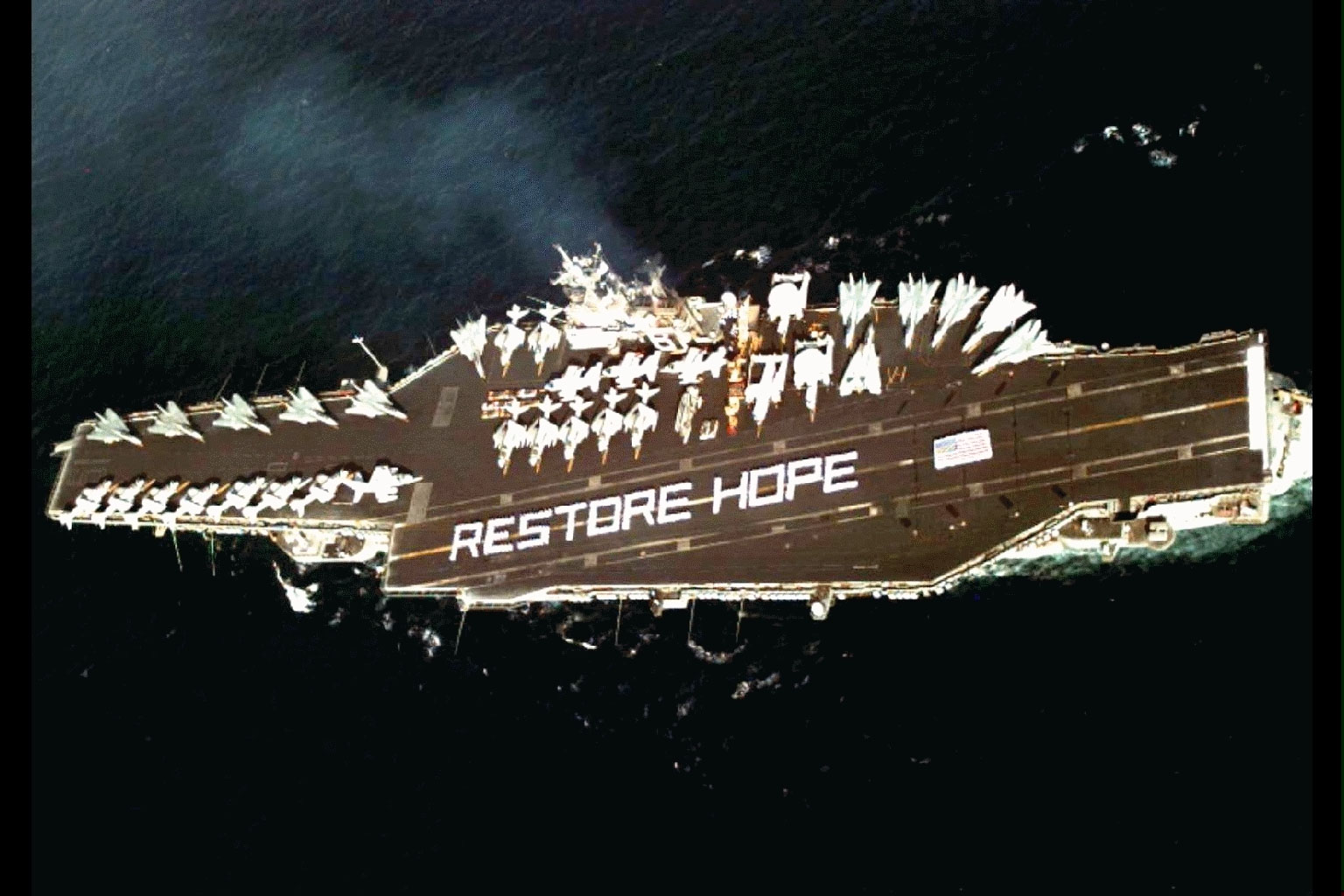
القوات المشاركة من البحرية الأمريكية.
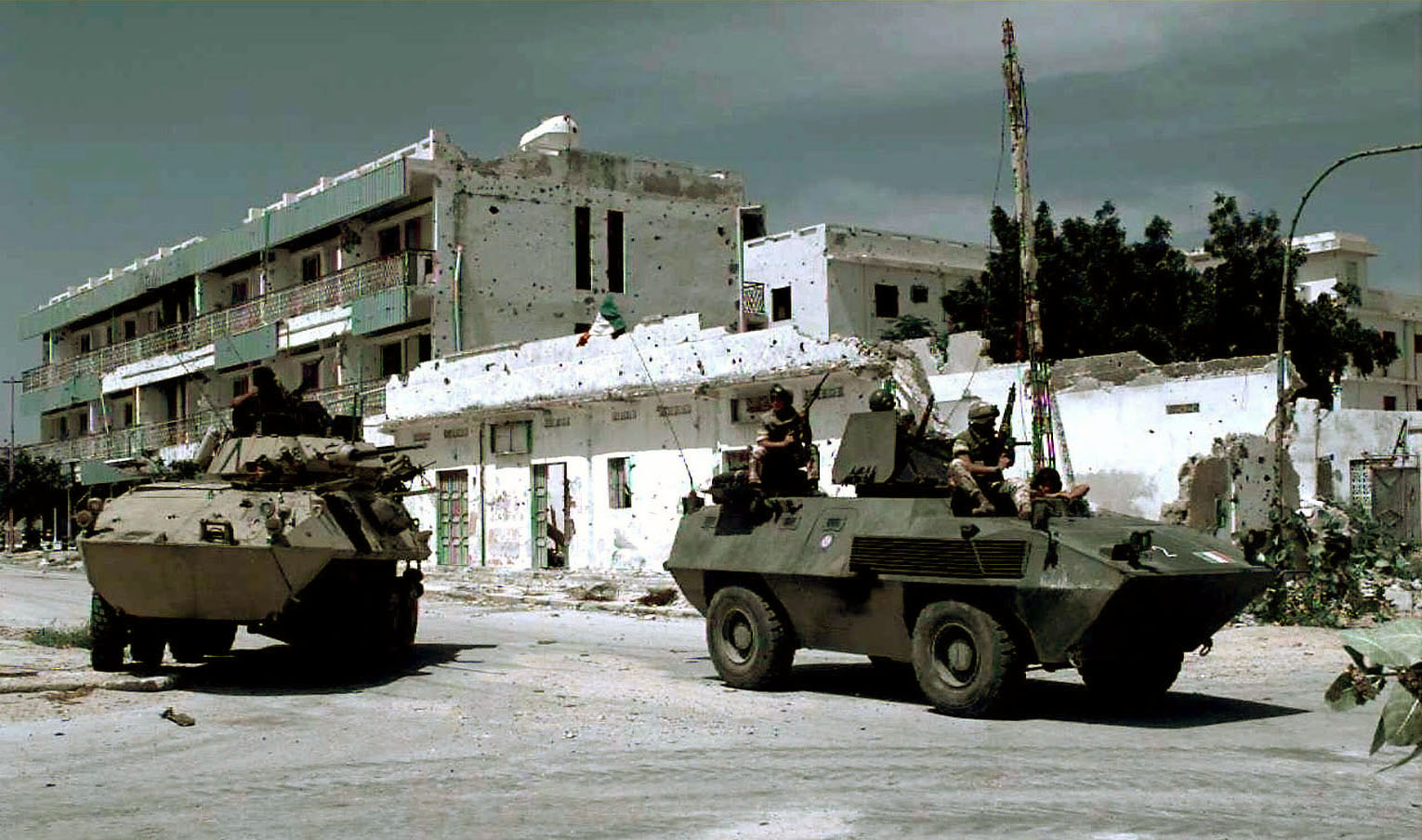
ناقلات جند خفيفة أمريكية وإيطالية.
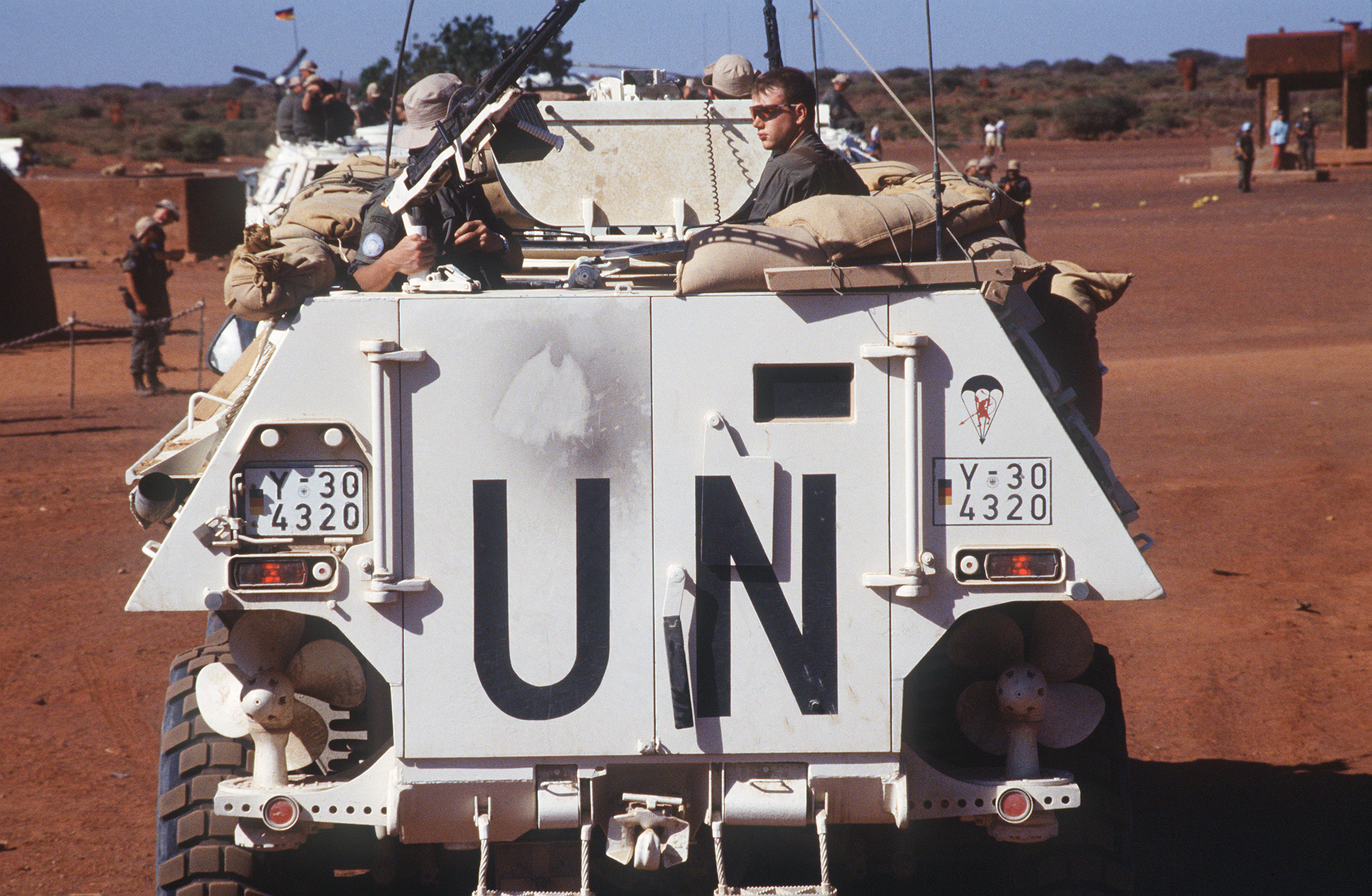
ناقلة جنود مدرعة من كتيبة المظليين الألمانية 261.
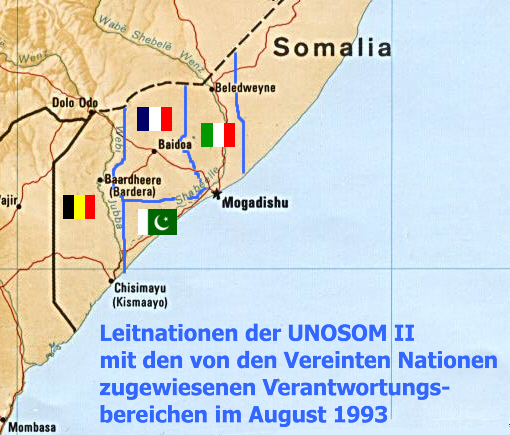
منطقة عمليات الأمم المتحدة الثانية في الصومال.

## روابط خارجية
- إدارة الأمم المتحدة لحفظ السلام: UNOSOM 1 Archived
- إدارة الأمم المتحدة لحفظ السلام: UNOSOM 2 Archived
- الأمن العالمي في عملية استعادة الأمل أرشيف
- قائمة ببليوغرافية لعمليات الطوارئ: الصومال (استعادة الأمل) التي جمعها مركز التاريخ العسكري للجيش الأمريكي ، أرشيف